# Трясохвіст сіробокий
Трясохві́ст сіробокий (Cinclodes oustaleti) — вид горобцеподібних птахів родини горнерових (Furnariidae). Мешкає в Чилі і Аргентині. Вид названий на честь французького зоолога Еміля Устале.

## Підвиди
Виділяють три підвиди:
- C. o. oustaleti Scott, WED, 1900 — Чилі (від Антофагасти до Айсена) і західна Аргентина (від Мендоси на південь до провінції Санта-Крус);
- C. o. hornensis Dabbene, 1917 — архіпелаг Вогняна Земля, зокрема острів Горн. Взимку частина популяції мігрує на північ;
- C. o. baeckstroemii Lönnberg, 1921 — архіпелаг Хуан-Фернандес (Чилі).

## Поширення і екологія
Сіробокі трясохвости мешкають на скелястих і порослих травою пустищах, на луках і пасовищах, поблизу води. Гніздяться в горах, на висоті до 4200 м над рівнем моря, взимку мігрують в долини.